# Proces petytoryjny
Proces petytoryjny – jeden z najczęściej występujących rodzajów procesu w prawie cywilnym.  Ma on na celu przywrócenie własności uprawnionemu właścicielowi (roszczenie windykacyjne), bądź przywrócenie stanu zgodnego z prawem i zaniechanie naruszeń (roszczenie negatoryjne). Podstawą do roszczenia jest w tym przypadku Art. 222 § 1 i 2 Kodeksu Cywilnego. Roszczenia mają charakter obiektywny. Jeżeli dojdzie do naruszenia prawa własności, przysługują niezależnie od tego, czy osobie która dokonała naruszenia można przypisać winę oraz niezależnie od jej dobrej bądź złej wiary. Jedną z wad procesu petytoryjnego jest jego długotrwałość, lecz roszczenia petytoryjne dotyczące nieruchomości nie ulegają przedawnieniu w myśl Art. 223 Kodeksu Cywilnego.

## Historia procesu petytoryjnego
Już w starożytnym prawie rzymskim znano proces petytoryjny, jako formę ochrony własności. W rzymskim formula petitoria, ciężar dowodu spoczywał wyłącznie na powodzie, co oznaczało znacznie dogodniejszą sytuację procesową posiadającego przedmiot sporu pozwanego. Przed procesem petytoryjnym często przeprowadzało się także proces posesoryjny. W czasach późnego cesarstwa z powodu zacierania się granic między własnością, a posiadaniem, uległy mieszaniu oba wyżej wspomniane procesy. Znaczenie w instytucji ochrony własności miały również działania średniowiecznej kanonistyki. Kanoniści odróżnili własność (władztwo prawne) od posiadania (władztwo faktyczne), jednocześnie przypisując procesowi petytoryjnemu ochronę własności, a procesowi posesoryjnemu ochronę posiadania.

## Proces petytoryjny w historii Polski
W najdawniejszym prawie polskim skargę o przywłaszczenie i nieprawne władanie nazywano actio de occupatione. W prawie staropolskim rozróżniano posiadanie prawne i bezprawne. We wcześniejszym średniowieczu, jeśli ziemia została odebrana posiadaczowi siłą, sąd zazwyczaj sprawdzał jedynie tytuł dzierżenia nowego posiadacza. Właśnie taki proces, tj. dotyczący prawnego tytułu posiadania, określono procesem petytoryjnym. W sytuacji, gdy naruszający gwałtem posiadanie miał lepszy tytuł do prawa poprzedniego posiadacza, utrzymywał się przy posiadaniu. Pod koniec XIII w. zaczęły pojawiać się pierwsze formy ochrony stanu posiadania, bez badania jego tytułu prawnego. Pod koniec średniowiecza w polskim prawie zaczęto odróżniać własność od posiadania. Rozróżnienie to pojawiło się przede wszystkim, aby chronić porządek prawny przed samowolnym dochodzeniem praw do rzeczy, w szczególności nieruchomości. W ten sposób z procesu petytoryjnego wykształcił się proces posesoryjny. Szczegółową regulację tych procesów, z akcentem jednak na proces posesoryjny stanowiła Korektura praw z 1532 r. Nakreślała ona uregulowania odnośnie do sporów o prawo własności i sporów o posiadanie.